# Hotel Sacher Salzburg

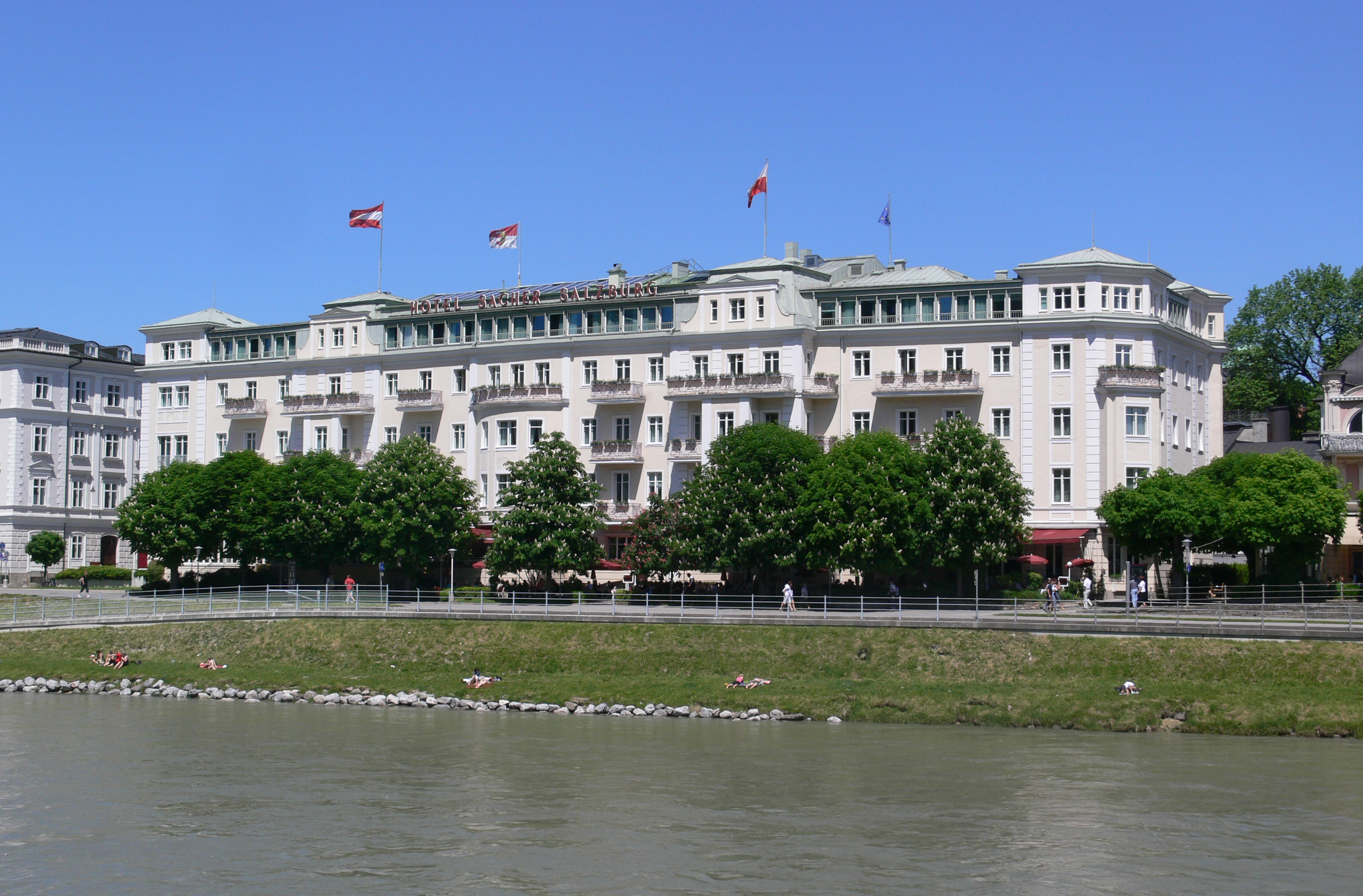
Das Hotel Sacher am rechten Salzachufer in Salzburg

Das heutige Hotel Sacher, ehemals Hôtel d’Autriche, dann Hotel Österreichischer Hof, in der Neustadt von Salzburg in der Schwarzstraße zählt als Betrieb der Luxusklasse zu den geschichtsträchtigsten Hotels des Landes Salzburg und gehört zum UNESCO-Welterbe Historisches Zentrum der Stadt Salzburg.

## Geschichte

### L’Hôtel d’Autriche – Österreichischer Hof
An der Stelle, wo früher das Wärtergärtlein des Lederertores (eines ehemaligen Stadttores) lag und sich die sandigen Gestade der Salzach hinzogen, gewann die Stadt durch die Salzachregulierung in der frühen Hälfte des 19. Jahrhunderts Land. Unter der Leitung von Bauunternehmer Carl Freiherr von Schwarz wurde dort die nach ihm benannte Schwarzstraße angelegt. Auf dem schönsten Teil des neu gewonnenen Landes am Ufer der Salzach errichtete Schwarz den nachmaligen Österreichischen Hof mit Blick auf die Altstadt und die Festung Hohensalzburg. Nach der Fertigstellung in dreijähriger Bauzeit verkaufte Schwarz das Hotel 1866 an Karl (II.) Irresberger, Inhaber des Gastgebäudes Zum Mohren in der Judengasse. Dieser eröffnete es am 1. Juni 1866 als Hotel Österreichischer Hof.
1873 starb Karl Irresberger 42-jährig. Seine Witwe Barbara Irresberger, geb. Moser (aus der Henndorfer Gastwirts- und Bierbrauerfamilie Moser), führte das Hotel weiter und übergab es 1898 an ihren zweitgeborenen Sohn Franz Irresberger.
Das Hotel war ursprünglich etwa halb so groß wie heute. Es umfasste 66 Fremdenzimmer, einen südöstlich angebauten, zweigeschoßigen Speisesaal mit Veranda und einen Hotelgarten. Der Anbau mit dem Restaurant wurde auch als Bazargebäude bezeichnet, in dem sich noch die Kunsthandlung Gregor Baldi, das Fotoatelier Würthle & Sohn, ein Hut-Mode-Salon, das Zahnatelier Dr. H. Höck (für künstliche Zähne und Gebisse), das Geschäft eines Franz Schubert sowie ein weiteres Geschäft befanden, in dem man Eisenbahn- und andere Fahrkarten erwerben konnte. Dieser Anbau kam 1898/1899 ans Hotel und wurde 1906/1907 aufgestockt, um dann insgesamt 107 Zimmer zu besitzen. Er ist aber nicht identisch mit dem heutigen Bazargebäude.
Nach dem Tod des kinderlosen Franz Irresberger (1929) führten seine Neffen und Nichten als Franz Irresbergers Erben OHG das Hotel weiter.
1945 bis 1955 wurde das Hotel von der amerikanischen Besatzungsmacht als Offiziershotel in Anspruch genommen. Nach der Rückgabe führte es die Familie Irresberger noch bis 1960 weiter und verkaufte es in diesem Jahr an die Familien Blanckenstein und Ségur-Cabanac.
Nach neuerlichen Um- und Ausbauten umfasste das Hotel 1984 insgesamt 135 Zimmer und Appartements mit 200 Betten, Restaurationsräume, Salons, Konferenzsäle, das Café-Restaurant Mozartkugel sowie die Gaststätten Salzachgrill und Salzachkeller.
1988 veräußerten die Familien Blanckenstein und Ségur-Cabanac das Hotel an Peter Gürtler, den Besitzer des Hotels Sacher Wien, der versprach, den Österreichischen Hof zum besten und schönsten Hotel am Platz zu machen. Dazu bedurfte es einer Generalsanierung des gesamten Hotelkomplexes. Nach längeren Planungen begann der Komplettumbau im Jahre 1989. Zimmer und Restaurants wurden neu gestaltet, die Bäder mit Marmor ausgestattet und das Interieur dem historischen Stil angepasst. Die Terrassen an der Salzachpromenade wurden erweitert und geräumigere Banketträume für größere gesellschaftliche Ereignisse geschaffen. Augenmerk wurde auch auf Komfort und zeitgemäße technische Ausstattung gelegt.

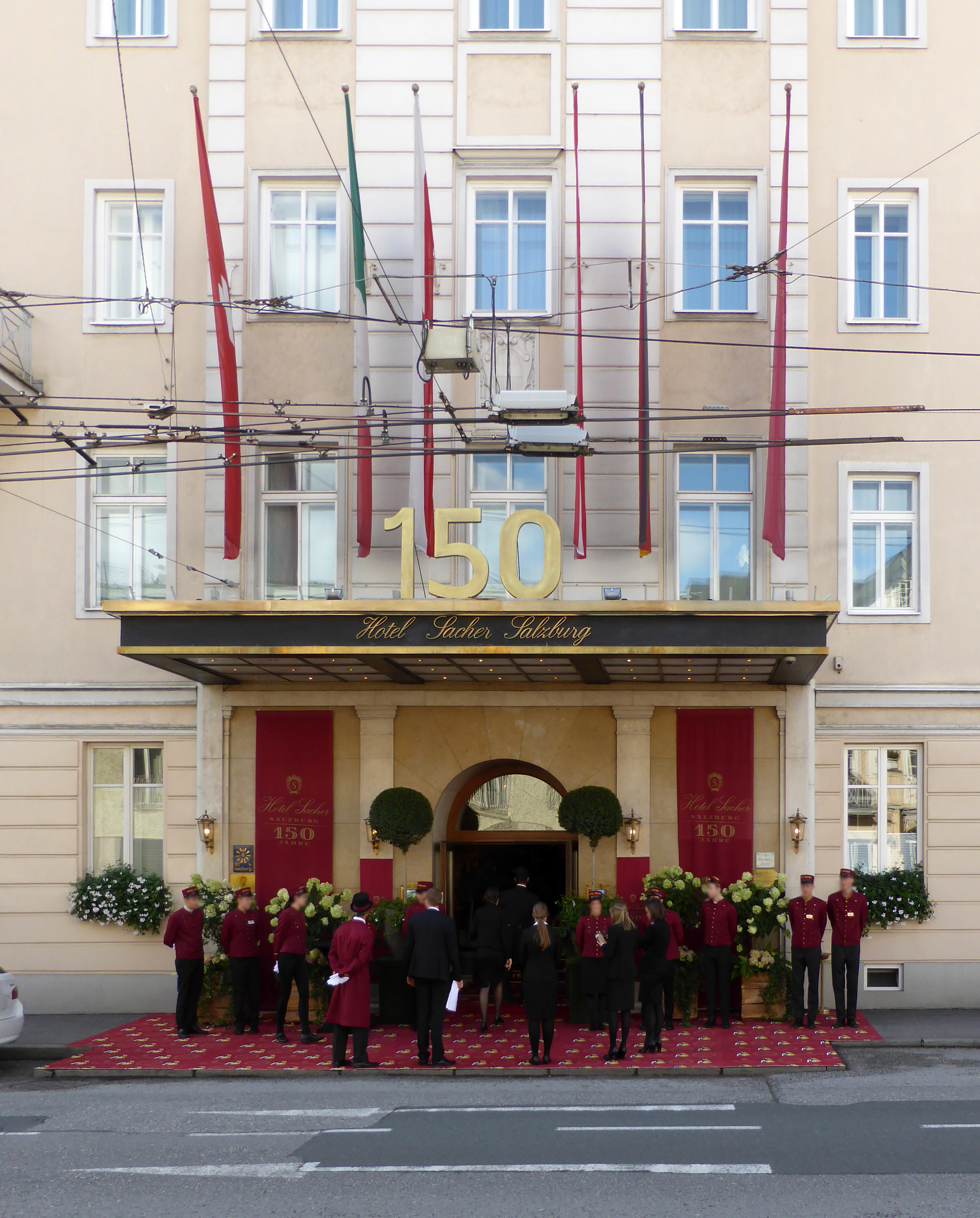
150 Jahre Hotel Sacher Salzburg (2016)

Seit dem Tod von Peter Gürtler (1990) steht das Hotel unter der Patronanz von Elisabeth Gürtler-Mauthner, welche stellvertretend für die gemeinsamen Kinder die Führung beider Hotels übernahm. Mittlerweile sind auch Tochter Alexandra Winkler-Gürtler und Sohn Georg Gürtler aktiv in die Geschäftsführung der Luxushotels in Wien und Salzburg eingestiegen.

### Hotel Sacher Salzburg
Seit der Änderung des Namens im Jahr 2000 werden das nunmehrige Hotel Sacher Salzburg und das Hotel Sacher Wien als Schwesternhotels betrachtet. Nach den umfangreichen Umbauten umfasst das Hotel Sacher Salzburg heute 110 individuell gestaltete Zimmer und Suiten. Im Dezember 2007 wurde der neu gestaltete Luxusbereich Executive Floor in der vierten Etage eröffnet.
Die Zimmer sind mit Originalgemälden, Antiquitäten, Teppichen und Seidentapeten dekoriert. Gemeinsam mit dem Hotel Sacher Wien beherbergt das Hotel eine der größten privaten Kunstsammlungen in Österreich.

## Bekannte Gäste
Unter den Gästen finden sich schon in den ersten Jahren seines Bestandes Angehörige regierender Häuser, Adelige, hohe Geistliche, Offiziere, Wissenschaftler, Ärzte, Diplomaten und vor allem Künstler. Mit dem Beginn der Salzburger Festspiele stand es im Mittelpunkt des gesellschaftlichen Lebens der Stadt. Das Dreigestirn dieser Veranstaltung – Max Reinhardt, Hugo von Hofmannsthal und Richard Strauss – sowie die mitwirkenden Künstler lebten Tür an Tür mit den Spitzen der internationalen Gesellschaft.
Am 17. Oktober 1978 verübte Jean Améry im Hotel Österreichischer Hof Suizid. Sein „Abschiedsbrief“ bestand aus Geld für das Personal und steckte in einem Kuvert, das auf dem Hotelzimmertisch lag – mit der Bitte um Entschuldigung für die „Unannehmlichkeiten“, die er bereitet habe.
Bilder von berühmten Persönlichkeiten aus Kultur, Politik und Gesellschaft, die Gäste im Hotel waren, zieren das Foyer. Unter den Gästen findet man unter anderem Plácido Domingo, Cecilia Bartoli, Königin Beatrix der Niederlande, den Dalai Lama, Julie Andrews, Tom Hanks und Mel Gibson. Internationalen Staatsbesuche wohnen üblicherweise hier, auch zählt der Österreichische Bundespräsident zur Festspieleröffnung zu den Stammgästen.

## Restaurants
Es gibt folgende Restaurants im Hotel:
- Gourmetrestaurant Zirbelzimmer
- Salzachzimmer
- Restaurant Sacher Grill
- Café Sacher Salzburg
- Sacher Confiserie Salzburg

## Auszeichnungen
Das Hotel Sacher Salzburg ist Mitglied der Leading Hotels of the World Ltd. und erfreut sich zahlreicher renommierter Anerkennungen:
- 2010: Condé Nast: Golden List[5]
- 2009: Condé Nast: Best of the World, 19. Platz der besten Hotels Nordeuropas
- 2009: Auszeichnung des Falstaff Restaurant Guide
- 2009: Tablet Hotel Selection Award
- 2008: Travel + Leisure: World’s Best Award
- 2006–2010: Gault Millau: Restaurant Zirbelzimmer, 1 Haube[6]

## Nachweise
- Hotel Sacher Salzburg – Geschichte, sacher.com
- Thomas Weidenholzer; Archiv und Statistisches Amt der Stadt Salzburg (Hrsg.): Salzburger Fotografien 1880 - 1918. Verlag Stadtgemeinde Salzburg, 2003, ISBN 3-901014-93-4.
- Informationsbroschüren des Hotels von 1984 und 1991